# FOREVER DREAM (松田樹利亜の曲)
『FOREVER DREAM』（フォーエバー・ドリーム）は、松田樹利亜の3枚目のシングル。

## 内容
1枚目のアルバム『JULIA I』の先行シングルとして発売された。テレビ朝日系『パリ・ダカール・ラリー』テーマ・ソング。

## 収録曲
1. FOREVER DREAM
作詞：田村直美　作曲：Joey Carbone・Dennis Belfield　編曲：須貝幸生・神長弘一
2. 千のナイフ、千の瞳
作詞：松田樹利亜・みかみ麗緒　作曲：石川寛門　編曲：須貝幸生・神長弘一
3. FOREVER DREAM (inst.)

## レコーディング参加
- 神長弘一 - ギター
- 須貝幸生 - ベース
- 前野知常 - キーボード